# Cabotagem
Cabotagem é a navegação entre portos marítimos sem perder a costa de vista. A cabotagem contrapõe-se à navegação de longo curso, ou seja, aquela realizada entre portos de diferentes nações.
Há a distinção entre cabotagem internacional e doméstica. A internacional é utilizada para designar a navegação costeira envolvendo dois ou mais países. Já a doméstica conecta pontos diferentes  da costa de um só pais.

## Etimologia
O termo "cabotagem" é derivado do nome Sebastião Caboto, um navegador Veneziano do século XVI que explorou a costa da América do Norte. Ele adentrou o Rio da Prata em busca da mítica Serra da Prata durante dois anos.

## Vantagens da navegação por cabotagem
Segundo o Ministério da Agricultura, Pecuária e Abastecimento do Governo Federal do Brasil, a navegação por cabotagem apresenta as seguintes vantagensː
- Menor custo unitário;
- Menor índice de avarias;
- Menor índice de sinistros;
- Redução do desgaste das malhas rodoviárias;
- Redução de acidentes nas estradas;
- Menor consumo de combustíveis;
- Menor índice de poluição.

Dentre as principais desvantagens, pode-se citar:
- Baixa frequência;
- Concentração de volumes em embarque único;
- Aumento dos estoques.

## Cabotagem no mundo
Em cada país, a cabotagem segue leis próprias. Como exemplo, nos Estados Unidos ela deve ser realizada por embarcações construídas e documentadas no próprio país, sendo que tanto seu proprietário quanto 75% da tripulação devem ser cidadãos estadunidenses.
Já na Comunidade Económica Europeia, havia liberdade para operar na cabotagem de qualquer Estado-Parte, condicionados aos navios registrados em pelo menos um dos Estados-Parte, navegando com sua bandeira, sob regulamentação específica.

## Cabotagem no Brasil
O transporte por cabotagem foi muito utilizado no Brasil na década de 1930 no transporte de carga a granel, tendo sido o principal modelo de transporte utilizado no país quando as malhas ferroviária e rodoviária apresentavam condições precárias.
Segundo o Ministério da Agricultura, Pecuária e Abastecimento do Governo Federal, cabotagem é "o transporte de cargas realizado entre os portos ou cidades do território brasileiro, utilizando a via marítima ou vias navegáveis interiores".
O litoral do Brasil, por possuir uma costa de grande extensão (próximo aos 8.500 quilômetros), favorece a navegação marítima e principalmente a utilização da cabotagem entre portos. Ainda segundo o Ministério da Agricultura, entre 2003 e 2008 houve um aumento de mais de 350% no transporte por cabotagem no país.